# 極道の妻たち 危険な賭け
『極道の妻たち 危険な賭け』（ごくどうのおんなたち きけんなかけ）は、1996年公開の日本映画。主演は、岩下志麻。監督は、中島貞夫。通称『極妻（ごくつま）』シリーズの第9作目。岩下版としては7作目。
本作では、福井県と大阪府を舞台に大組織の組長の跡目争いに2人が名乗りを上げ、それぞれを支持するヤクザたちの駆け引き、女組長と娘の親子愛や娘の恋愛模様などが描かれている。ちなみに1993年までの『極妻』シリーズ全作品に重要な役どころで出演していたかたせが、本作で3年ぶりに復帰した。
キャッチコピーは、「狙いは、日本の頂点。」。

## あらすじ
大組織の三代目坂松組では、坂松組舎弟頭 佐渡組組長 佐渡拓磨（北村和夫）と坂松組若頭 海原組組長 海原泰明（原田大二郎）のどちらが四代目を継ぐかを全国に散らばる最高幹部30人の入れ札(投票)で決めることになった。その30人の中に北陸で名を馳せる洲崎組の女組長・洲崎香矢（岩下志麻）も含まれており、坂松組の海原派幹部・市元裕兵（中尾彬）は凄腕の事業家でもある彼女の動向を気にし始める。坂松組傘下の神鳥組組長・神鳥亮平（石橋凌）はこの跡目争いに将来を賭けて海原につくことを決め、市元と対策を講じることに。
香矢の一人娘・香織（工藤静香）は結婚を心配する母から縁談を勧められるが、ある時一人の若者・村木新（原田龍二）と出会う。新は神鳥の妻・静尾（かたせ梨乃）の弟で神鳥組のヤクザになることを望んでいたが、静尾から反対されてチンピラのままダラダラと日々を過ごしていた。神鳥は香矢と親しくしていた所、市元から海原派に引き込むように命じられ、香矢が佐渡支持を表明したため溝ができ始める。佐渡は香矢から多額の資金援助を受けて票集めの行脚に出かけ、各地の最高幹部たちに一票を投じてもらうため挨拶回りの日々を送る。
新から好意を持たれた香織は冷たくあしらうが、ある日他の男に絡まれた所を彼に助けられて徐々に心を開いていく。市元は神鳥と香矢の関係悪化を企み、人を使って神鳥組の仕業に見せかけて洲崎組組員を襲うと、仕返しに神鳥が怪我を負わされる。そうとは知らず神鳥の見舞いに訪れた香矢は市元から責任を問われるが、今回のことで神鳥組といがみ合うことはないと牽制する。帰宅した香矢は、香織が新というチンピラを好きになったことを知るが、取り合わずに堅気の男との縁談を進める。
退院後、神鳥は市元から、佐渡が翌月滋賀で香矢たち最高幹部を集めて決起大会をすることを聞かされる。神鳥は市元との話し合いで佐渡と香矢を亡き者にすることにし、死を覚悟した神鳥はあえて静尾と新に憎まれ口を叩いて別れを告げる。決起大会当日ホテルの大広間に佐渡の関係者が集まる中、香織は堅気になる覚悟を決めた新と共に結婚の許可をもらいに香矢の部屋に訪れる。香矢は2人を部屋で待たせた後大広間に向かうが、その後佐渡は市元が雇った殺し屋に殺されてしまう。
ごった返す中、香矢は自分の部屋に戻ろうとするが、あと少しという所で神鳥に銃を向けられピンチを迎える。しかしそこに異変に気づいた新が現れ、香織の母を死なせるわけにはいかないと身を挺して香矢を守り、その姿を前に神鳥は何もできず去っていく。部屋に戻った香矢は香織と新を信じて結婚を認めるしかなく、2人の旅立ちを見送るがその後福井の邸宅にこもってしまう。坂松組の跡目決定の日を迎え、入れ札により海原の四代目襲名が決まり市元は満足気にほくそ笑むのだった。

## キャスト
洲崎香矢（すざき かや）
演 - 岩下志麻
洲崎組の女組長で坂松組最高幹部の1人。福井市を縄張りにしており“北陸の女帝”の異名を持つ。何年も前からヤクザの組長としての表立った行動はあまりしておらず、事業家としての活動に重きを置いており個人資産だけでも500億円を所有している。夫が組長をしていた頃は10人ほどの小規模組織だったが数十年前の抗争でまだ若かった夫を亡くした後組長を引継ぎ、現在300人もの組織に成長させた。佐渡のことをヤクザの組長として尊敬し慕っている。香織には、堅気の男性との結婚をして一般的な女性として幸せになることを願っている。趣味は茶道で、作中で茶を点てるシーンが何度かある。
洲崎香織
演 - 工藤静香（本作の主題歌も担当）
香矢の一人娘。東京の名門大学に通う元女子大生で、3年生の時に自主退学し1年前に実家に戻ってきた。香矢を「ママ」と呼び慕っているが、過去にはヤクザの娘として同級生の前で引け目を感じたこともある。大学時代の無個性な同級生たちに嫌気が差したことでいろんなことに無関心になり、現在は特に目標などはなく何となく日々を過ごしている。プライドが高いお嬢様気質で、新からは「ヤクザが身内にいるという似たような立場なのに『あなたとは違う』と別世界の人間を気取っている」と評される。趣味はプールで泳ぐこと。

### 神鳥の親族
神鳥亮平（かんどり）
演 - 石橋凌
小規模組織・神鳥組組長。福井県敦賀市在住。若い頃香矢の夫の元舎弟分だったため、彼女から弟同然に思われており長年親しくしてきた。「しけた田舎ヤクザで終わりたくない」との強い思いから、今回の跡目争いで海原を支持することを決める。ヤクザとしての活動を控えていた香矢が本家の跡目争いに関わり出したことに疑問を抱き、直接様子をうかがいに行く。新をヤクザとして仕込んで、いずれは自身の跡継ぎにしようと考えている。その後「香矢は坂松組を牛耳るつもりでは？」と疑い、阻止しようと行動に移す。
神鳥静尾（しずお）
演 - かたせ梨乃
神鳥の妻。香矢のことを組長の妻として尊敬しながら、実姉のように慕っている。新には極道にはなってもらいたくないと思っている。神鳥と結婚して20年ほどになるが、神鳥から子供を持つことを反対されてきたため子供はいない。神鳥との夫婦仲は良いが、新をヤクザにさせたくないとの思いから現在は夫と意見が分かれている。組長の妻として今の生活に不満は持っておらず、神鳥や組員が怪我なく無事に過ごすことをいつも願っている。神鳥や新のことを気にかけるが、それぞれの言動に振り回される。
村木新
演 - 原田龍二
静尾の弟。ヤクザになることを夢見るチンピラの若者。傷害罪で捕まって刑務所暮らしを経験し、冒頭で2年ぶりに出所する。神鳥夫妻から色々と気にかけられており、出所後は夫妻のもとで過ごし始める。静尾に連れられ香矢に出所の挨拶をするため邸宅に訪れた所、香織と出会う。良くも悪くも真っ直ぐな性格で思いついたら周りのことを気にせずすぐ行動するタイプだが、静尾から「子供の頃から何を考えているかよく分からない所がある」と評されている。香織に興味を持ち口説き始める。工業高校を卒業している。

### 跡目争いに関わる主な人たち
佐渡拓磨（さど）
演 - 北村和夫
坂松組の四代目候補者。坂松組舎弟頭で佐渡組組長。極道の世界に入って約50年のベテランヤクザで、ヤクザとしての貫禄と実績がある。ただしバブル崩壊により億単位の借金があり、選挙活動を前に資金面で苦労している。洲崎組とは長年ヤクザとして義理の親子のような関係なため、香矢とも親しくしている。お祭り騒ぎのような派手なことが好きで明るく豪快な性格で、義理人情を重んじるタイプ。趣味で、映画の脚本を書いている。香矢に頭を下げて20億円もの援助を受けた後、各地にいる最高幹部たちを接待する票集めの行脚に赴く。
海原泰明（かいばら）
演 - 原田大二郎
坂松組のもう一人の四代目候補者。坂松組若頭で大阪の海原組組長。佐渡に比べて一回りほど年齢は若い。三代目の死後坂松組の実質のリーダーとして組員たちをまとめ、この3年間で組の勢力を約10倍に増やした。強さや数の力を重視するタイプで、自身の邪魔をする者を絶対に許さないとされる。票集めの行脚をする佐渡に対抗して、坂松組の次代を担う若手幹部たちに最高幹部への票集めの役目を任せる。
市元裕兵
演 - 中尾彬
坂松組幹部で海原派。大阪を拠点とする組織・“みなみ産業”社長。海原主催の坂松組若手幹部の会合に香矢と繋がりのある神鳥が参加したことから、彼を使って佐渡と彼女の行動に注意し対策を講じるようになる。しかしその後決起大会で佐渡を殺すことを企むが、神鳥と意見の食い違いが生じひと悶着起きる。耳掃除が好きで、日常的に綿棒を使って掃除している。
杉岡武子
演 - 南田洋子
坂松組三代目の姐にして霊代。一年半前に三代目である夫を亡くし、現在まで組長代行として坂松組をまとめてきた。坂松組は、傘下合わせて280団体、総勢約2万5000人の組員で構成され、最高幹部は沖縄から北海道まで全国に散らばっている。冒頭で佐渡と海原を本家に招き、夫の三回忌までにどちらかが四代目を襲名するよう告げる。加えて、自身は選出方法に口出ししない代わりに組の統制を乱す者には霊代として破門にすることを伝える。

### 海原派関係者
松島明光
演 - 小西博之
神鳥組の幹部。神鳥に次ぐNO.2的存在で、組員の中では彼から一番信頼されている。神鳥夫妻が外出する時によく付き添っている。立場上新に敬語で話しているが、自分の弟のようにかわいがっている。ヤクザにしてはどちらかと言うとさっぱりした親しみやすい性格。その後佐渡の決起大会で、香矢の命を狙う神鳥に同行する。
園部行雄
演 - 湯江健幸
神鳥組若手構成員。神鳥の外出時に護衛として同行する。血の気が多い性格で考えなしに突発的な行動を取ることがある。神鳥が洲崎組組員に撃たれた後香矢に仕返ししようとする。
役名不明
演 - 岩尾正隆
海原組幹部。海原や市元と特に親しくしている。佐渡が香矢からもらった大金で債務整理をし、その後票集めの行脚に全国を回るつもりであることを海原に伝える。
崎津清
演 - 火野正平
市元に雇われた殺し屋。元大阪府警の刑事部捜査第四課(通称・マル暴)の刑事で、暴力団との癒着により懲戒免職となった。市元から洲崎組の誰でもいいから組員を殺すよう指示され、人夫として潜入する。その後市元から決起大会で佐渡を殺すよう依頼を受けて、ホテルマンのフリをして彼を襲撃する。

### 佐渡派関係者

#### 洲崎組
三浪周造（みなみ）
演 - 羽場裕一
洲崎組若頭。洲崎組では先代が生きていた頃からの唯一の古株の組員なため、香矢から特に頼りにされている。香矢が事業家として仕事をする時に行動を共にしている。敦賀で起きた洲崎組と神鳥組の襲撃事件の後、神鳥組の挑発に乗らないよう組員たちに命じる。佐渡の決起大会では、香矢の警備リーダーを務め他の組員に指示を出す。
河津明
演 - 伊藤洋三郎
洲崎組幹部。作中で佐渡が脚本を書いた、三代目組長との終戦後の苦労話の映画を香矢や三浪と一緒に視聴する。決起大会の直前に個室で待機する香矢に、佐渡からの手紙を代読する。
勝俣剛志
演 - 石倉英彦
洲崎組の敦賀事務所のヤクザ。しっかり者な性格。三浪から新について調べるよう指示され、仁美の店で彼と会うが直後に客のフリをした崎津に殺される。
井出正雄
演 - 薬師寺保栄
洲崎組の敦賀事務所のヤクザで、勝俣の舎弟。勝俣に付き添い神鳥組のシマである仁美の店に訪れるが、目の前で彼が殺されたためその仕返しに神鳥を襲撃する。特技は、ボクシング。

#### 佐渡組
木戸川亘
演 - 織本順吉
佐渡の兄弟分で、佐渡組幹部のNO.2的存在。冒頭の坂松組緊急幹部会で、三代目組長の盟友で貫禄と実績がある佐渡が四代目を継ぐのが当然と主張する。その後の坂松組の跡目を決める会合に出席し、結果を見守る。
穂高建造
演 - 近藤等則
佐渡組幹部。佐渡組の幹部会で、四代目を決める最高幹部たちの30票の入れ札について内訳を予想する。佐渡の決起大会では彼の警備リーダーを務める。
役名不明
演 - 野口貴史
佐渡組幹部。坂松組緊急幹部会で、海原は若すぎるため佐渡に一旦四代目を継いでもらい、3年後をめどに海原に五代目を継いでもらうことを市元に提案する。資金面で難があり弱音を吐く佐渡に、事業家として成功している香矢に協力を求めるよう進言する。
清原友厚
演 - 浜田晃
博多在住の坂松組最高幹部。票集めの行脚をする佐渡から福岡の旅館に招かれ、佐渡組幹部や他の九州の組長たちとの宴席を楽しみ、「これで佐渡の四代目襲名は決まりだ」と声を上げる。

### その他の人たち
南美（なみ）
演 - 及川麻衣
風俗嬢。ホテトル嬢や日によってホテルでコンパニオンの仕事もしている。松島の依頼により、出所したばかりの新とホテルで体を重ねるが、この出会いをきっかけに私的に好意を寄せ始める。その後自宅に新を居候させるが、他の女性(香織)と会っているのを見かけたことで、彼が愛しているのは彼女と気づく。
松島仁美
演 - 川島なお美
松島の妻。普段はクラブのママとして働いており、店には神鳥の組員が常連で通う。ある時新が警察の世話になり、静尾が怒り任せて彼を殴ろうとしたため必死に止めようとする。その後松島と神鳥が自身と静尾を騙して失踪したことで、彼らが死ぬ気で何かをするつもりということに気づき動揺する。
麻美
演 - 速水典子
仁美の店のホステス。仁美が新とホテトル嬢の南美の交際に否定的な発言をしたため、「新が決めたことならそれでいいのでは？」と諌める。店内で組員の襲撃事件が起きた後、「お客さんが減ったのに店から給料をもらえるのは気が引ける」と仁美に伝える。
三浪安岐（あき）
演 - 若山幸子
三浪の妻。香織に香矢経由で、大阪の電気関係の会社社長の息子との縁談話を持ってくる。新と出会った直後の香織に、チンピラの彼に近づかないよう助言する。
河津夏枝
演 - 久野真紀子
河津の妻。安岐と共に香矢に、香織の縁談話を勧める。後日香織の付き添いで買い物に出かけるが、喫茶店で休憩中あとから現れた新から“ババァ”呼ばわりされる。
崎津の妻
演 - キムラ緑子
スーパーで働きながら5歳の男の子を育てている。しばらく家に帰れなくなったに崎津から当座の金を渡され、夫を見送りながら無事を祈る。

## スタッフ
- 原作 - 家田荘子（文芸春秋刊）
- 脚本 - 高田宏治
- 監督 - 中島貞夫
- 音楽 - 大島ミチル
- 音楽プロデューサー：おくがいち明
- 企画 - 日下部五朗
- プロデューサー - 奈村協、小柳憲子
- 撮影 - 木村大作
- 美術 - 野尻均
- 照明 - 安藤清人
- 録音 - 伊藤宏一
- 編集 - 玉木濬夫
- 記録 - 田中美佐江
- 助監督：藤原敏之、中川裕介、岡田彰仁
- 装置：梶谷信男
- 装飾：極並浩史
- 背景：西村三郎
- 衣裳：山本光延
- 美粧：諸鍛治恵子
- 結髪：山田真佐子
- 音響効果：竹本洋二、和田秀明
- 合成：根岸誠、近津晶子
- 擬斗：高橋しょう子（岩下志麻担当）、市原みちよ（かたせ梨乃担当）、堀口健一、堀切ミロ（工藤静香担当）
- ヘアメイク：佐藤光栄（岩下志麻担当）、鎌田真由美（かたせ梨乃担当）
- お茶指導：裏千家 北野宗道、前田宗寿
- 舞踏振付：若柳縫秀
- 和楽：中本哲
- 刺青：毛利清二
- 方言指導：藤沢徹夫、森畑結美子、執行朱人、松本よう子
- ガンアドバイザー：BIG SHOT
- 劇用車：小野順一
- 演技事務：田中孝宏
- スチール - 大木茂
- 企画協力：井波洋（ヒロプロダクション）
- キャスティング：葛原隆康
- 音楽製作：東映音楽出版株式会社
- フラワーコーディネイト：京都 花幾商店
- 進行主任：野口忠志

## 劇中歌
- 主題歌「優」

作詞：愛絵理（工藤静香）、作曲：中崎英也、歌：工藤静香（ポニーキャニオン）
- 「君たちキウイ・パパイア・マンゴーだね。」

作詞：中原めいこ、森雪之丞、作曲：中原めいこ、原曲は1984年に中原が歌唱した。
新と共に仁美の店に訪れた南美がカラオケで歌う。
- 「大黒様」

童謡。作詞：石原和三郎、作曲：田村虎蔵
九州の旅館に訪れた佐渡が、客人を楽しませるための余興として大黒様の格好をして、芸者たちが歌うこの歌に合わせて踊る。
- 「ステンカ・ラージン」

ロシア民謡
幹部たちを引き連れて高級クラブに訪れた海原が、客席の市元たちを前に伴奏者のピアノ演奏に合わせてこの歌を歌う。